# 国道P-2号線 (エリトリア)
国道P-2号線（こくどうぴーにごうせん、英語: P-2）とは、エリトリアの第1級国道。

## 概要
国道P-2号線は、アスマラからアディ・テケレザンを経由しアンセバ地方の行政府所在地ケレンに至っている。アスファルトで舗装がなされている。アスマラから放射状に伸びる国道群のひとつであり、他に東方のマッサワに向かう国道P-1号線、東南のセナフェに向かう国道P-3号線及び南のエチオピアとの国境にあたるマレブ川に向かう国道P-4号線が存在する。